# 하이데라바드
하이데라바드(Hyderabad)는 인도 텔랑가나주의 도시로 텔랑가나주의 주도이다. 옛 하이데라바드 왕국의 수도로, 16~8세기에 세워진 많은 회교사원은 당시의 영화를 생각케 한다. 중앙부를 흐르는 무시 강의 북안이 시의 중심지로 정부기관, 학교, 공원 등이 있다. 볶음밥이 유명하다.
하이데라바드는 역사적으로 진주 및 다이아몬드 거래중심지가 되어 진주의 도시라는 별명이 생겼다. 20세기에 발생한 산업화는 연구, 제조, 재정 기관들을 끌어모았다.

## 인구
2007년 GHMC가 창설되었을 때 자치단체가 차지하는 면적은 175km2(68평방마일)에서 650km2(250평방마일)로 증가했다. 결과적으로, 인구는 2001년 인구 조사 기준 3,637,483명에서 2011년 인구 조사 기준 6,809,970명으로 87% 증가했으며, 그 중 24%는 인도의 다른 지역에서 온 이민자이다.  하이데라바드는 미국에서 네 번째로 인구가 많은 도시가 되었다. 2011년 기준 인구 밀도는 18,480/km2(47,900/sq mi)이고 하이데라바드 도시 집합체의 인구는 7,749,334명으로 전국에서 6번째로 인구가 많은 도시 집합체이다. 2011년 인구 조사 기준으로 남성 시민 수는 3,500,802명, 여성 시민 수는 3,309,168명이다. 이는 남성 1000명당 여성 945명으로 전국 평균 1000명당 926명보다 높다. 0~6세 아동 중 남아는 373,794명, 여아는 352,022명이다. 비율은 1000명당 942명이다. 읽고 쓰는 능력은 83%(남성 86%, 여성 80%)로 전국 평균 74.04%보다 높다. 사회경제적 계층은 상류층 20%, 중산층 50%, 노동자 30%로 구성된다.
| 연도 | 인구      | ±%     |
| ---- | --------- | ------ |
| 1951 | 1,085,722 | —      |
| 1961 | 1,118,553 | +3.0%  |
| 1971 | 1,796,000 | +60.6% |
| 1981 | 2,546,000 | +41.8% |
| 1991 | 3,059,262 | +20.2% |
| 2001 | 3,637,483 | +18.9% |
| 2011 | 6,809,970 | +87.2% |

## 지리
하이데라바드는 델리에서 남쪽으로 1,566km(973마일), 뭄바이에서 남동쪽으로 699km(434마일), 방갈로르에서 도로로 북쪽으로 570km(350마일) 떨어져 있다. 인도 남동부 텔랑가나 남부, 남인도 북부 데칸 고원에 위치한 크리슈나 강의 지류인 무시 강 유역에 위치하고 있다. 광역 하이데라바드는 650km2(250평방마일)의 면적을 차지하며 인도에서 가장 큰 대도시 지역 중 하나이다. 평균 고도가 542m(1,778피트)인 하이데라바드는 주로 회색과 분홍색 화강암으로 이루어진 경사진 지형에 자리잡고 있으며 작은 언덕이 점재하고 있으며 가장 높은 곳은 672m(2,205피트)의 반자라 언덕이다. 이 도시에는 "바다"를 의미하는 사가르(sagar)라고도 불리는 수많은 호수가 있다. (예: Hussain Sagar(도심 근처에 1562년 건설), Osman Sagar 및 Himayat Sagar와 같은 Musi의 댐에 의해 생성된 인공 호수) 1996년 현재 이 도시에는 140개의 호수와 834개의 물탱크(연못)가 있었다.

### 기후
하이데라바드는 열대 습윤 및 건조 기후(Köppen Aw)와 덥고 반건조 기후(Köppen BSh)에 접해 있다. 연평균 기온은 26.6°C(79.9°F)이다. 월평균 기온은 21~33°C(70~91°F)이다. 여름(3월~6월)은 덥고 건조하며, 평균 최고 기온은 섭씨 30도 중반이다. 4월과 6월 사이에는 최고 기온이 40°C(104°F)를 초과하는 경우가 많다. 가장 시원한 기온은 12월과 1월에 발생하며, 이때 최저 기온은 때때로 10°C(50°F)까지 떨어진다. 5월은 가장 더운 달로, 일일 기온은 26~39°C(79~102°F)이다. 가장 추운 12월의 기온은 14.5~28°C(58.1~82.4°F)이다.
남서쪽 여름 몬순으로 인한 폭우는 6월과 10월 사이에 내리며 하이데라바드에 연간 평균 강수량의 대부분을 공급한다. 1891년 11월 기록이 시작된 이후 24시간 동안 기록된 가장 큰 강우량은 2000년 8월 24일의 241.5mm(10인치)였다. 지금까지 기록된 최고 기온은 1966년 6월 2일의 45.5°C(114°F)였다. 1946년 1월 8일 최저 기온은 6.1°C(43°F)였다. 이 도시는 연간 2,731시간의 햇빛을 받는다. 일일 최대 햇빛 노출은 2월이다.
| 하이데라바드의 기후                                                                       | 하이데라바드의 기후 | 하이데라바드의 기후 | 하이데라바드의 기후 | 하이데라바드의 기후 | 하이데라바드의 기후 | 하이데라바드의 기후 | 하이데라바드의 기후 | 하이데라바드의 기후 | 하이데라바드의 기후 | 하이데라바드의 기후 | 하이데라바드의 기후 | 하이데라바드의 기후 | 하이데라바드의 기후 |
| 월                                                                                        | 1월                 | 2월                 | 3월                 | 4월                 | 5월                 | 6월                 | 7월                 | 8월                 | 9월                 | 10월                | 11월                | 12월                | 연간                |
| ----------------------------------------------------------------------------------------- | ------------------- | ------------------- | ------------------- | ------------------- | ------------------- | ------------------- | ------------------- | ------------------- | ------------------- | ------------------- | ------------------- | ------------------- | ------------------- |
| 역대 최고 기온 °C (°F)                                                                    | 35.9 (96.6)         | 39.1 (102.4)        | 42.2 (108.0)        | 43.3 (109.9)        | 44.5 (112.1)        | 45.5 (113.9)        | 38.0 (100.4)        | 37.6 (99.7)         | 36.5 (97.7)         | 36.7 (98.1)         | 34.0 (93.2)         | 35.0 (95.0)         | 45.5 (113.9)        |
| 일평균 최고 기온 °C (°F)                                                                  | 28.6 (83.5)         | 31.8 (89.2)         | 35.2 (95.4)         | 37.6 (99.7)         | 38.8 (101.8)        | 34.4 (93.9)         | 30.5 (86.9)         | 29.6 (85.3)         | 30.1 (86.2)         | 30.4 (86.7)         | 28.8 (83.8)         | 27.8 (82.0)         | 32.0 (89.5)         |
| 일일 평균 기온 °C (°F)                                                                    | 22.8 (73.0)         | 25.4 (77.7)         | 28.8 (83.8)         | 31.4 (88.5)         | 33.2 (91.8)         | 29.7 (85.5)         | 27.2 (81.0)         | 26.4 (79.5)         | 26.8 (80.2)         | 26.2 (79.2)         | 24.1 (75.4)         | 22.2 (72.0)         | 27.0 (80.6)         |
| 일평균 최저 기온 °C (°F)                                                                  | 13.9 (57.0)         | 15.5 (59.9)         | 20.3 (68.5)         | 24.1 (75.4)         | 26.0 (78.8)         | 23.9 (75.0)         | 22.5 (72.5)         | 22.0 (71.6)         | 21.7 (71.1)         | 20.0 (68.0)         | 16.4 (61.5)         | 13.1 (55.6)         | 20.0 (67.9)         |
| 역대 최저 기온 °C (°F)                                                                    | 6.1 (43.0)          | 8.9 (48.0)          | 13.2 (55.8)         | 16.0 (60.8)         | 16.7 (62.1)         | 17.8 (64.0)         | 18.6 (65.5)         | 18.7 (65.7)         | 17.8 (64.0)         | 11.7 (53.1)         | 7.4 (45.3)          | 7.1 (44.8)          | 6.1 (43.0)          |
| 평균 강우량 mm (인치)                                                                     | 9.2 (0.36)          | 10.2 (0.40)         | 12.3 (0.48)         | 27.2 (1.07)         | 34.5 (1.36)         | 113.8 (4.48)        | 162.0 (6.38)        | 203.9 (8.03)        | 148.5 (5.85)        | 113.9 (4.48)        | 19.1 (0.75)         | 5.0 (0.20)          | 859.6 (33.84)       |
| 평균 강수일수 (≥ 0.3 mm)                                                                  | 1.1                 | 1                   | 1.4                 | 3.7                 | 4.2                 | 10.9                | 15.4                | 16.3                | 12.3                | 7.6                 | 2.5                 | 0.5                 | 76.9                |
| 평균 강우일수                                                                             | 0.6                 | 0.6                 | 0.9                 | 2.0                 | 2.5                 | 6.8                 | 9.5                 | 11.3                | 8.4                 | 5.6                 | 1.3                 | 0.3                 | 49.8                |
| 평균 상대 습도 (%) (17:30)                                                                | 41                  | 33                  | 29                  | 30                  | 31                  | 52                  | 65                  | 70                  | 67                  | 59                  | 49                  | 44                  | 48                  |
| 평균 월간 일조시간                                                                        | 272.8               | 265.6               | 272.8               | 276.0               | 279.0               | 180.0               | 136.4               | 133.3               | 162.0               | 226.3               | 243.0               | 251.1               | 2,698.3             |
| 평균 일일 일조시간                                                                        | 8.8                 | 9.4                 | 8.8                 | 9.2                 | 9.0                 | 6.0                 | 4.4                 | 4.3                 | 5.4                 | 7.3                 | 8.1                 | 8.1                 | 7.4                 |
| 출처 1: 인도 기상청 (평년값: 1991년~2020년, 극값: 1951년~2012년, 일조시간: 1971년~2000년) |                     |                     |                     |                     |                     |                     |                     |                     |                     |                     |                     |                     |                     |
| 출처 2: 일본 기상청                                                                       |                     |                     |                     |                     |                     |                     |                     |                     |                     |                     |                     |                     |                     |